# Dreifaltigkeitskirche (Westheim)

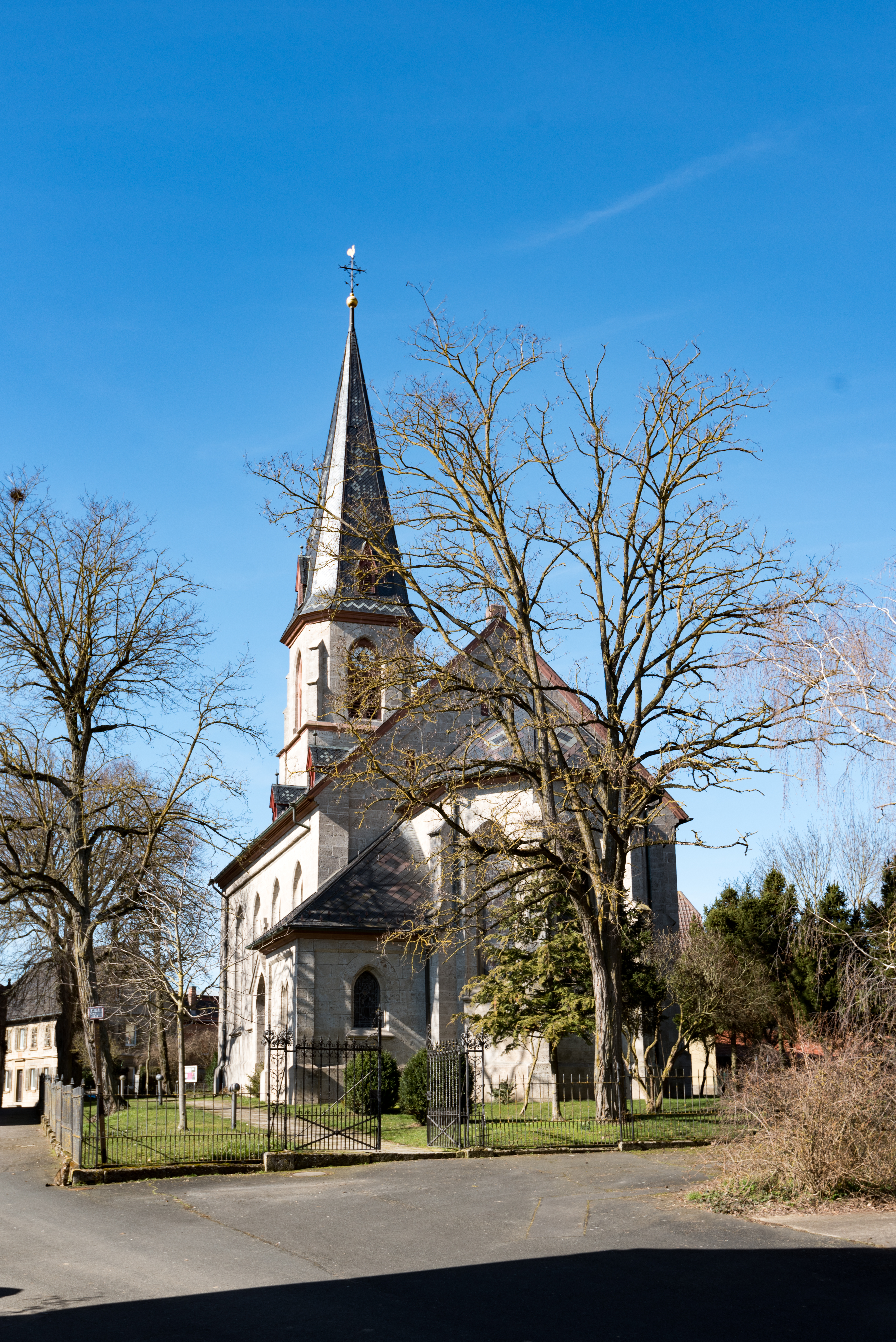
Die Dreifaltigkeitskirche in Westheim

Die Dreifaltigkeitskirche (auch Dreieinigkeitskirche) ist eine evangelisch-lutherische Pfarrkirche im Biebelrieder Gemeindeteil Westheim im unterfränkischen Landkreis Kitzingen.

## Geschichte
Die Kirche geht auf eine an derselben Stelle errichteten Kirchenburg zurück. Wahrscheinlich wurde diese Befestigungsanlage bereits im 13. Jahrhundert ausgebaut. Noch heute haben sich untertägige Überreste dieser Kirchenburg erhalten, die wohl im 14. Jahrhundert umgebaut wurde. Erstmals urkundlich erwähnt wurde die Westheimer Kirchenburg allerdings erst im 16. Jahrhundert. So tauchte die Kirchenburg in einer Urkunde des Jahres 1530 auf. Wahrscheinlich handelte es sich bei der im Jahr 1552 neuerlich genannten Kirche bereits um ein zweites Gebäude, das das ältere Gotteshaus ersetzte. In den folgenden Jahrhunderten wurde die Westheimer Kirche mehrfach umgebaut, wobei insbesondere der wachsenden Zahl an lutherischen Gläubigen durch Ausbauten Rechnung getragen wurde. 1650 entstand die Kirchenburg, wie sie bis ins 19. Jahrhundert Bestand hatte.
Im Jahr 1768 tauchte erstmals ein Patrozinium auf, wobei die Kirche damals der „Dreieinigkeit“ geweiht war. Im 19. Jahrhundert wurde das Gotteshaus mehrfach renoviert. Umbauten wurden in den Jahren 1811, 1819, 1845 und 1879 vorgenommen. Obwohl im Jahr 1866 nochmals eine Renovierung geplant war, entschied man sich, die alte Kirche abzureißen. Es dauerte jedoch noch über 20 Jahre, bis ein Neubau realisiert werden konnte. Am 15. Dezember 1893 erfolgte die Grundsteinlegung. Die neue Westheimer Kirche nach Plänen des königlich-bayerischen Bautechnikers Schneider aus Kitzingen konnte am 16. Dezember 1894 eingeweiht werden. Heute ist die Dreifaltigkeitskirche von Westheim Teil der Pfarrei Lindelbach. Das Gotteshaus wird vom Bayerischen Landesamt für Denkmalpflege als Baudenkmal eingeordnet. Untertätige Reste der Vorgängerbauten sind als Bodendenkmal aufgeführt.

## Architektur

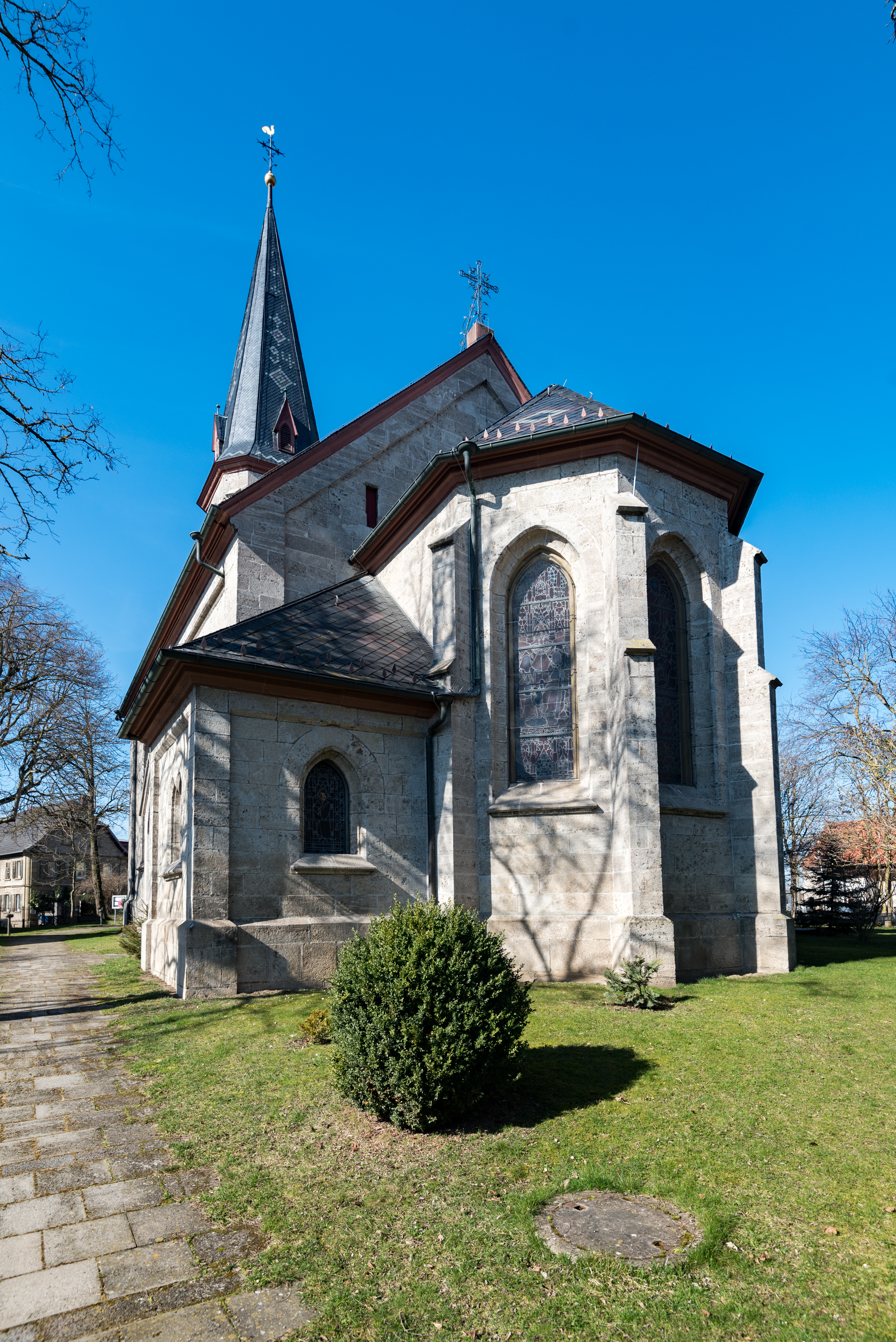
Der Chor der Kirche

Die Dreifaltigkeitskirche präsentiert sich als mächtiger Saalbau mit polygonalem Chorabschluss. Die Westfassade wird vom Turm der Kirche geprägt. Die Kirche wurde aus dem grauen Kalkstein der Mainfränkischen Platten geprägt. Der Turm besitzt fünf Geschosse, die äußerlich durch Gesimse voneinander getrennt sind. Während die unteren vier Geschosse als Rechteckbau gestaltet wurden, entstand das fünfte Geschoss als Achteck mit abgeschrägten Ecken. In das doppelwandige Fenster dieses Obergeschosses wurden Uhren eingesetzt. Der Turm schließt mit einem Spitzhelm ab. Dem Langhaus wurde ein schiefergedecktes Satteldach aufgesetzt, wobei im Dach mehrere Gauben angebracht worden sind. An den Chorabschluss wurde auf der Südseite eine eingeschossige Sakristei angebaut.

## Ausstattung
Die Ausstattung der Dreifaltigkeitskirche wurde zusammen mit dem Kirchenneubau ersetzt, sodass sich heute vor allem neugotische Elemente finden lassen. Allerdings hat sich mit einem Altarblatt des 18. Jahrhunderts auch ein älteres Element erhalten. Es wurde im Jahr 1746 von Johann Michael Wolcker geschaffen und zeigt die Kreuzigung Christi. Heute befindet es sich auf der Südseite des Langhauses. Die Westheimer Kirche wurde mit mehreren Fresken im Stil der Nazarener ausgestattet, sodass sich das Kircheninnere heute als vollständig bemalt präsentiert. Im zentralen Deckenfresko befindet sich die Darstellung des zwölfjährigen Jesus im Tempel von dem Heidingsfelder Maler Eulogius Böhler, der auch das Altarbild mit der Darstellung des Auferstandenen gemalt hat.
Ebenfalls aus der Bauzeit stammen die bemalten Glasfenster des Chores. Sie zeigen die Auferstehung und Himmelfahrt Christi, Christus als Hirten, die heiligste Dreifaltigkeit und den Reformator Martin Luther. Die hölzerne Kanzel, die am linken Chorbogen aufgehängt wurde, wurde im Stil der Schreinergotik geschaffen. In der gleichen Bauart wurden die Altäre errichtet. Im Zweiten Weltkrieg musste die Kirchengemeinde fast alle Glocken zum Einschmelzen abgeben. Lediglich eine Glocke aus dem Jahr 1894 wurde erhalten. In ihrem Glockenmantel sind folgende Worte eingeprägt: „Ihr Westheimer Bürger, ehret auch ferner Gott, so höret er Euch in der Not“. Die Orgel gelangte im Jahr 1895 in das Kircheninnere.